# Seol Ki-hyeon
Seol Ki-hyeon (* 8. Januar 1979 in Jeongseon, Südkorea) ist ein südkoreanischer Fußballspieler. Der Stürmer steht zurzeit bei Incheon United FC unter Vertrag.

## Vereinskarriere
Obwohl man ihm riet, seine Karriere als Profi entweder in der koreanischen K-League oder aber in der japanischen J-League zu beginnen, entschied sich Seol Ki-hyeon 2000 den vermeintlich schwereren Weg zu gehen und direkt von der Mannschaft seiner Universität, der Kwangwoon University, Seoul, in eine europäische Profiliga zu wechseln. Sein erster Club war Royal Antwerpen, in seiner ersten Saison konnte er in 25 Einsätzen in der Ersten Division zehn Tore erzielen, so dass die größeren belgischen Vereine auf ihn aufmerksam wurden und um ihn warben. Er ging zum größten, dem RSC Anderlecht. Sein erster Einsatz für Anderlecht im belgischen Super Cup konnte für ihn besser nicht laufen, ihm gelang ein Hattrick in zwölf Minuten, in der gesamten restlichen Saison gelangen ihm jedoch lediglich drei weitere Ligatore, aber auch das erste Champions-League-Tor eines Koreaners.
Seine zweite Saison lief mit zwölf Ligatoren besser, doch wurde die dritte Spielzeit 2003/04 von vielen verletzungsbedingte Pausen überschattet, so dass er nur noch zu 19 Einsätzen kam und Anderlecht Seol Ki-hyeon abzugeben versuchte. Kurz nach Beginn der Spielzeit 2004/05 wurde man sich mit den Wolverhampton Wanderers aus England einig, die gerade erst in die Football League Championship genannte zweiten englische Liga abgestiegen waren. Seitdem spielte er bei den Wolves recht erfolgreich; in 69 Ligaspielen gelangen ihm acht Tore. Bis Sommer 2007 spielte er für den Premier-League-Club FC Reading und wechselte zur Saison 2007/08 zum FC Fulham. In der Winterpause der Saison 2008/09 wurde er an den saudi-arabischen Club Al-Hilal bis Saisonende ausgeliehen. Im Januar 2010 einigte sich Seol Ki-hyeon mit der Vereinsführung des FC Fulham über eine vorzeitige Vertragsauflösung und heuerte in seiner südkoreanischen Heimat bei den Pohang Steelers an.

## Nationalmannschaft
Seinen ersten Einsatz für die Nationalmannschaft Südkoreas hatte er, gerade 21-jährig im Januar 2000, als er noch für seine Universität spielte, seitdem ist er meist Stammspieler; er absolvierte alle Spiele der Auswahl sowohl beim Konföderationen-Pokal 2001 sowie der Weltmeisterschaft 2002 in Japan und seiner Heimat. Dort erzielte er auch das wichtigste Tor seine Karriere, als er im 1/8-Finalspiel gegen Italien in der 88. Minute den 1:1-Ausgleich erzielte und somit seiner Heimat das Weiterkommen ermöglichte. Er stand auch in der Auswahl Koreas für die Weltmeisterschaft 2006 in Deutschland, war jedoch nur noch zweifacher Einwechselspieler, so dass er insgesamt auf neun WM-Endrundeneinsätze kommt.

## Erfolge
- 4. Platz bei der Fußball-Weltmeisterschaft 2002
- Belgischer Meister 2004 (RSC Anderlecht)
- Belgischer Super Cup 2001 (RSC Anderlecht)